# Drahtgasse (Wien)
Die Drahtgasse befindet sich im 1. Wiener Gemeindebezirk Innere Stadt. Sie wurde 1862 nach dem Gewerbe der Drahtzieher benannt.

## Geschichte
Die heutige Drahtgasse wurde im Mittelalter nicht als eine durchgehende selbständige Gasse angesehen, sondern zählte je zur Hälfte zu den anliegenden Plätzen. So rechnete man die heutige Parzelle Nr. 1 zum Ledererhof, während die Parzellen 2, 3 und 4 bis 1421 zur mittelalterlichen Judenstadt gehörten. Ein Tor grenzte sie zum Platz Am Hof ab. Später, 1437, zählte man die Nr. 2 zum Platz Am Hof. Die Nr. 3 wurde 1454 und 1460 Judenplatz am Eck, als man an den Hof geht genannt, und die Nr. 4 hieß 1437 Am Schulhof und 1458 Am Schulhof, anders genannt der Judenplatz. Da im Mittelalter hier das Gewerbe der Drahtzieher angesiedelt war, wurde die Straße 1862 als Drahtgasse benannt.

## Lage und Charakteristik

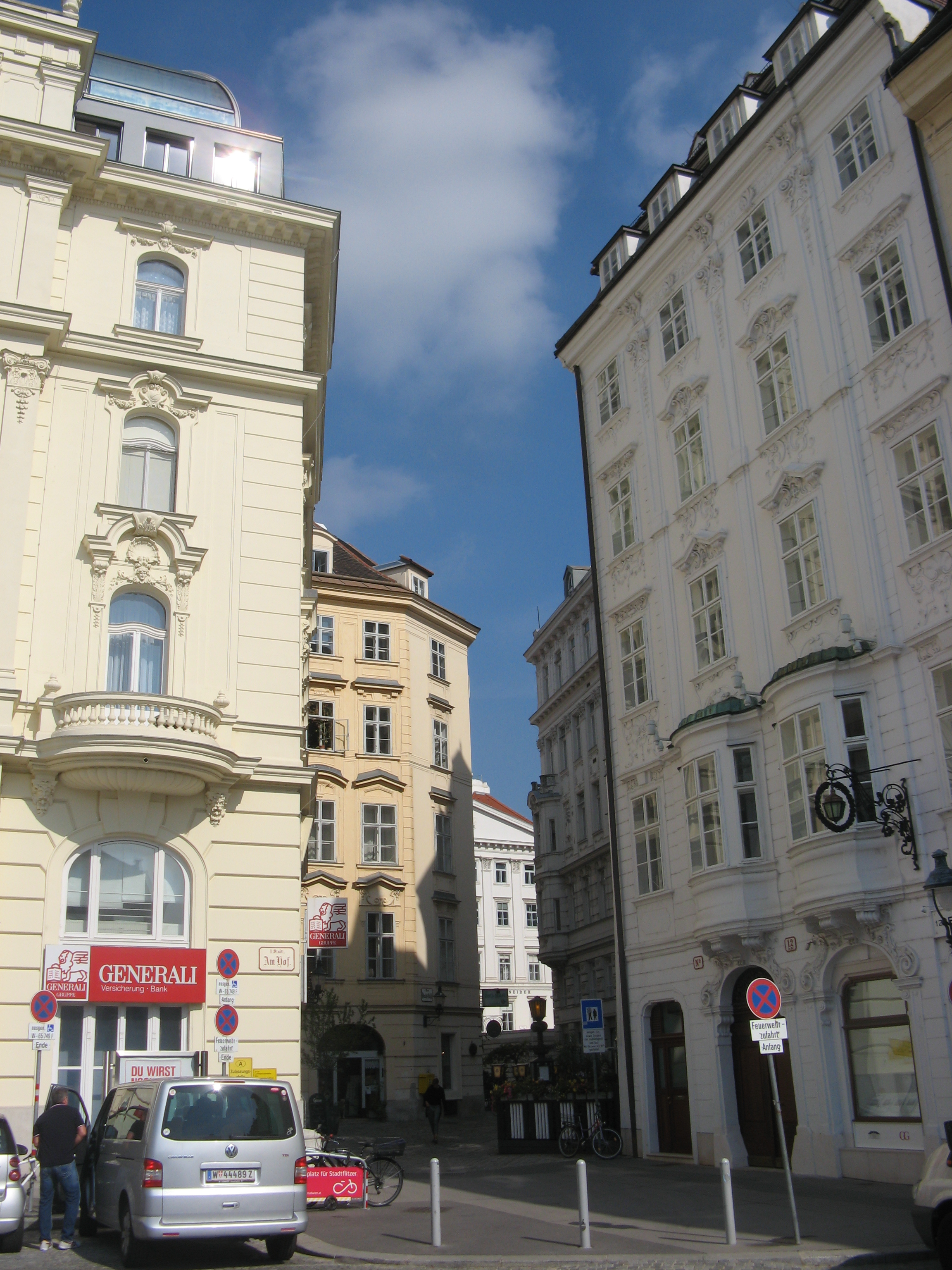
Drahtgasse vom Platz Am Hof aus in Richtung Judenplatz

Die Drahtgasse stellt die Verbindung zwischen dem Platz Am Hof und dem Judenplatz her. Es handelt sich um eine kurze Gasse mit gekrümmtem Verlauf, die gemeinsam mit dem auf halber Höhe einmündenden Ledererhof eine Fußgängerzone bildet. Sie wird, vor allem von Touristen, stark frequentiert. Hier befinden sich einige gastronomische Betriebe.

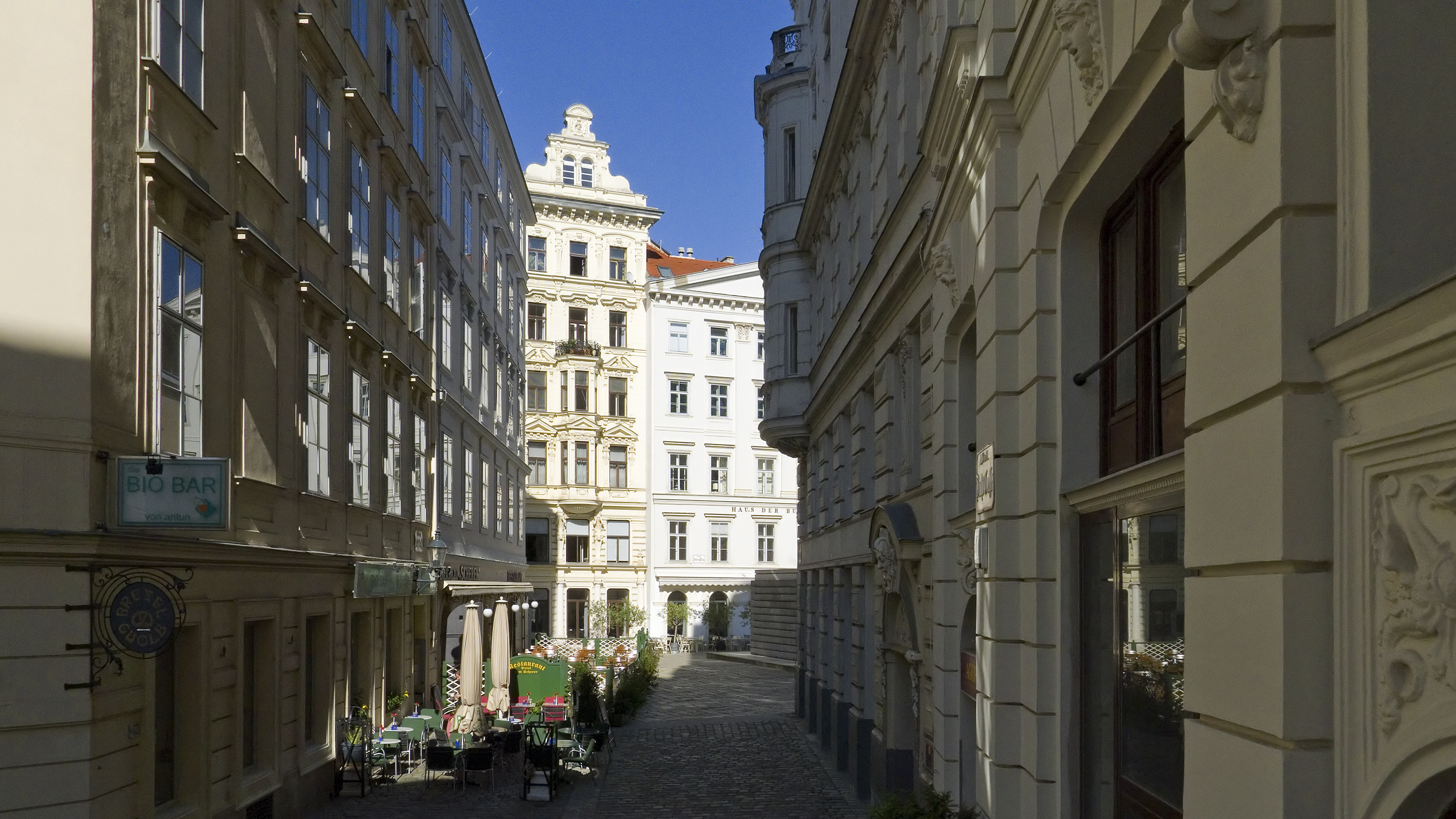
Drahtgasse vom Ledererhof gegen den Judenplatz

Die Verbauung besteht mit Ausnahme der Nr. 3 (Barock) einheitlich aus späthistoristischen Wohnhäusern.

## Gebäude

### Nr. 1: Wohnhaus Zur Kugel
Das fast völlig freistehende Gebäude zwischen dem Platz Am Hof, der Drahtgasse, dem Ledererhof und der Färbergasse wurde 1882–1883 von Ludwig Tischler im späthistoristischen Stil und in neobarocken Formen errichtet. 1933 reduzierten die Architekten Emil Hoppe und Otto Schönthal die Fassade, die 1990 wieder rekonstruiert wurde. Am Sockel befindet sich eine vergoldete Türkenkugel von 1683, die der Hausbesitzer und Angehörige des Äußeren Rates, Michael Hatz, am Vorgängerbau als Hauszeichen anbringen hatte lassen.
Das Haus liegt an der Hauptadresse Am Hof 11.

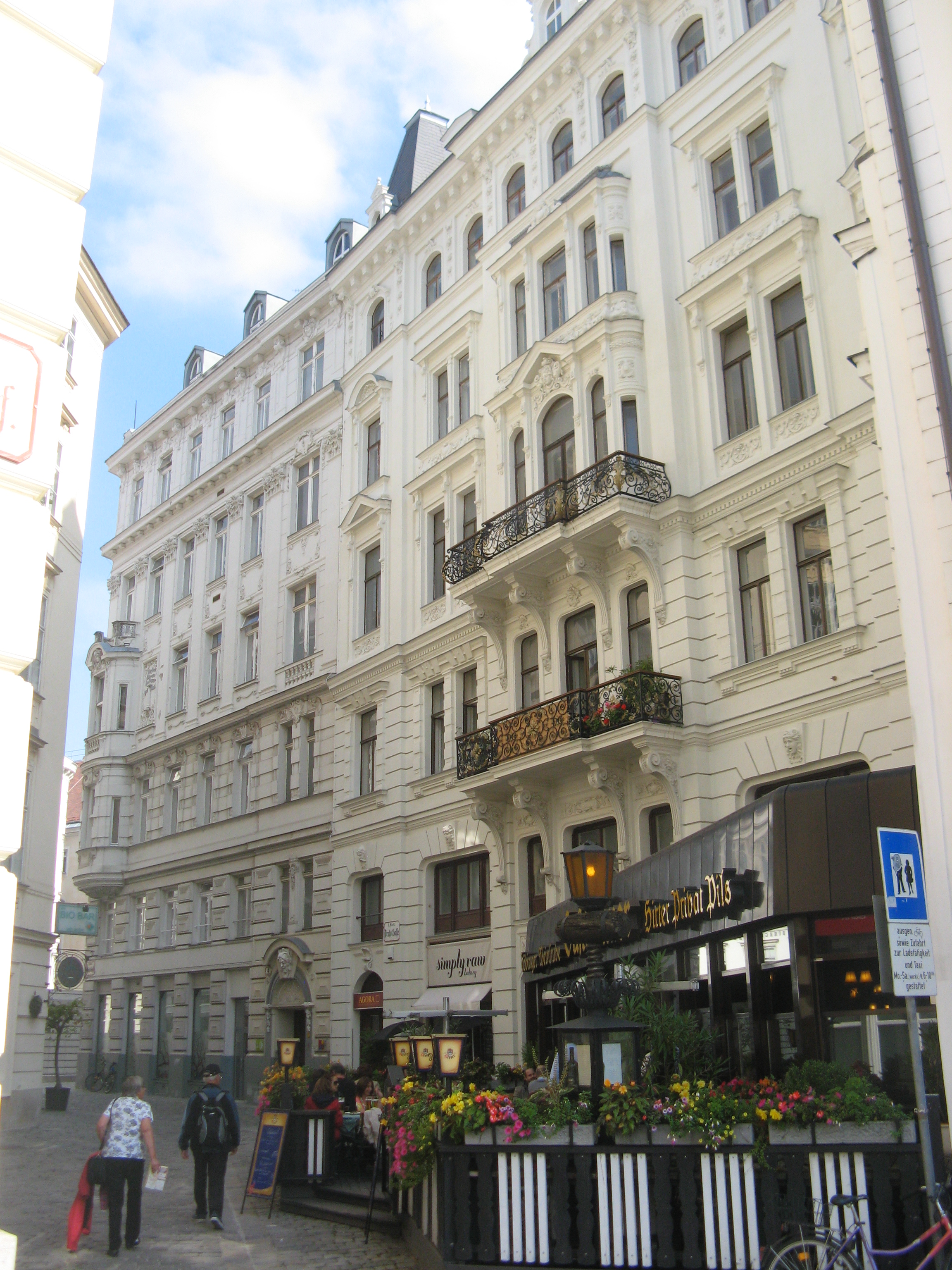
Drahtgasse Nr. 2 (1881–1882) von Franz von Neumann, und Drahtgasse Nr. 4 links davon

### Nr. 2: Wohnhaus
Das Wohnhaus wurde 1881–1882 von Franz von Neumann im späthistoristischen Stil errichtet. Die Fassade gliedert sich in eine hohe genutete Sockelzone mit einem Korbbogenportal, und Mittel- und Seitenrisalite. Der Mittelrisalit wird besonders betont, da sich hier zwei Balkone mit Schmiedeeisengittern und zweigeschoßige Erker mit Wappen- und Maskenkartuschen befinden. In der Attikazone stechen Pyramidenstumpfdächer mit Ädikulafenstern hervor, die über den Risaliten liegen. Im Inneren liegt das stuckverkleidete Foyer, das sich nach hinten zu erweitert. Es ist durch toskanische Doppelpilaster, Ädikulanischen und Stuckdecken gekennzeichnet.
Die sich hier seit 1937 befindende Gaststätte "Gustl Bauer" wurde 1946–1947 von Josef Wagner im Heimatstil ausgestattet. Der Zubau vor dem Haus entstand in den Jahren 1979–1980 durch Paul Slubetzky. Sie war das Stammlokal des Wiener Bürgermeisters Helmut Zilk.

### Nr. 3: Zu den fünf Kronen

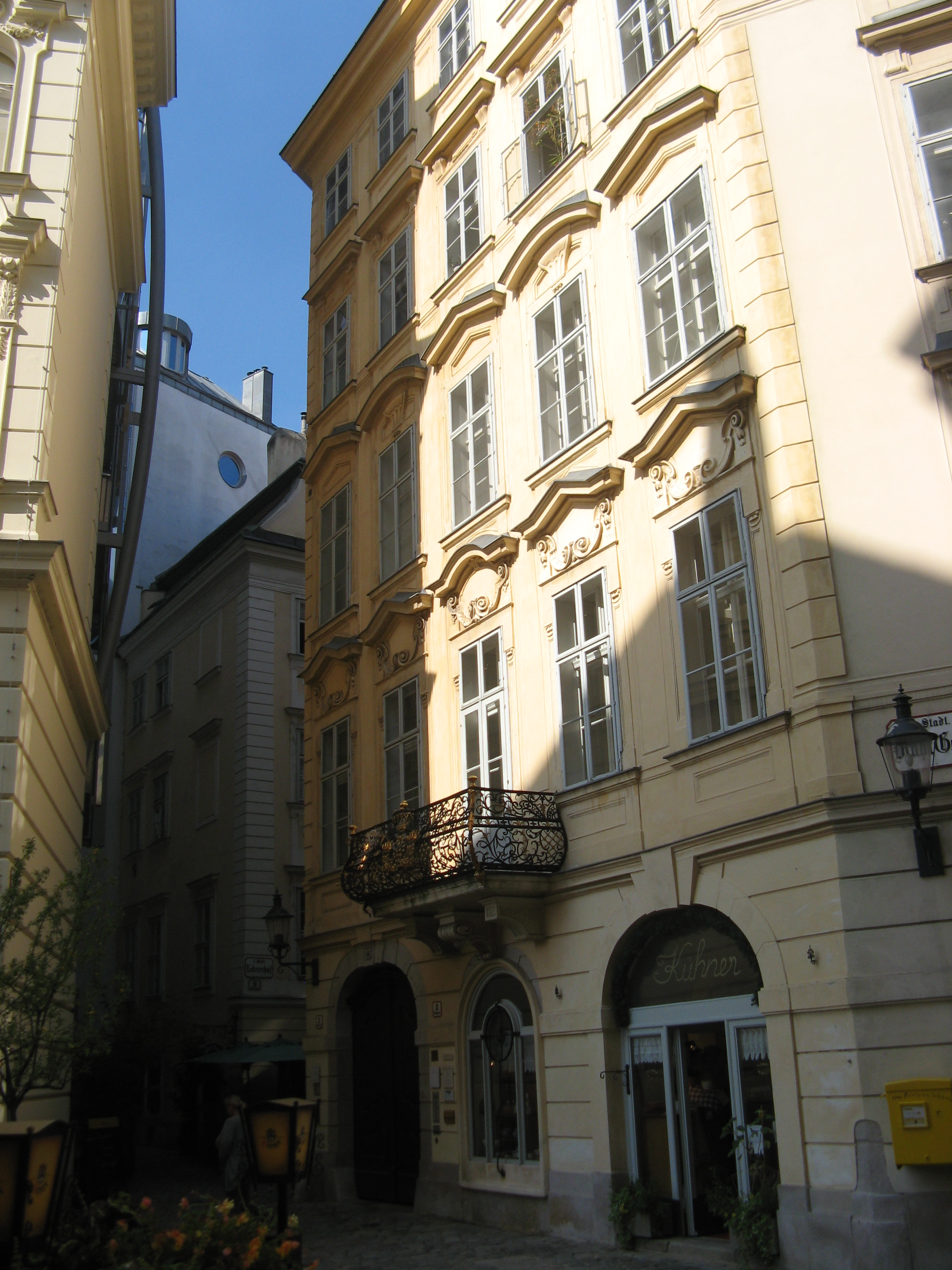
Zu den fünf Kronen, Drahtgasse Nr. 3

Der an drei Seiten freistehende Baublock an Ledererhof und Drahtgasse wurde 1724 für den Stadtrat Johann Christian Neupauer errichtet, indem fünf Parzellen durch eine hochbarocke Bürgerhausfassade zusammengefasst wurden. In der zweiten Hälfte des 18. Jahrhunderts befand sich hier eine Verkaufsstelle für die im Margaretener Schloss erzeugten Leonischen Lederwaren. Peter Gerl führte 1828–1829 Adaptierungen am Haus durch.
Die Fassade besteht über einer genuteten Sockelzone mit Korbbogenportal aus geschoßweise differenzierten Fenstern, die durch flach profilierte Parapete und Wandfelder verbunden sind. In der Mitte der Beletage befindet sich ein Balkon mit einem bedeutenden Schmiedeeisengitter, das fünf Kronen zeigt. Im Innenhof sieht man Pawlatschen und im Erdgeschoß vermauerte Pfeilerarkaden. Im Inneren befinden sich mehrere Kreuzgratgewölbe, darunter ein bemerkenswerter Einstützenraum. Dachstuhl, Kamine und Keller sind noch großteils original barock erhalten. Im ersten Untergeschoß befinden sich mehrere spätmittelalterliche Mauern. Das Haus steht unter Denkmalschutz.

### Nr. 4: Patzelt-Hof

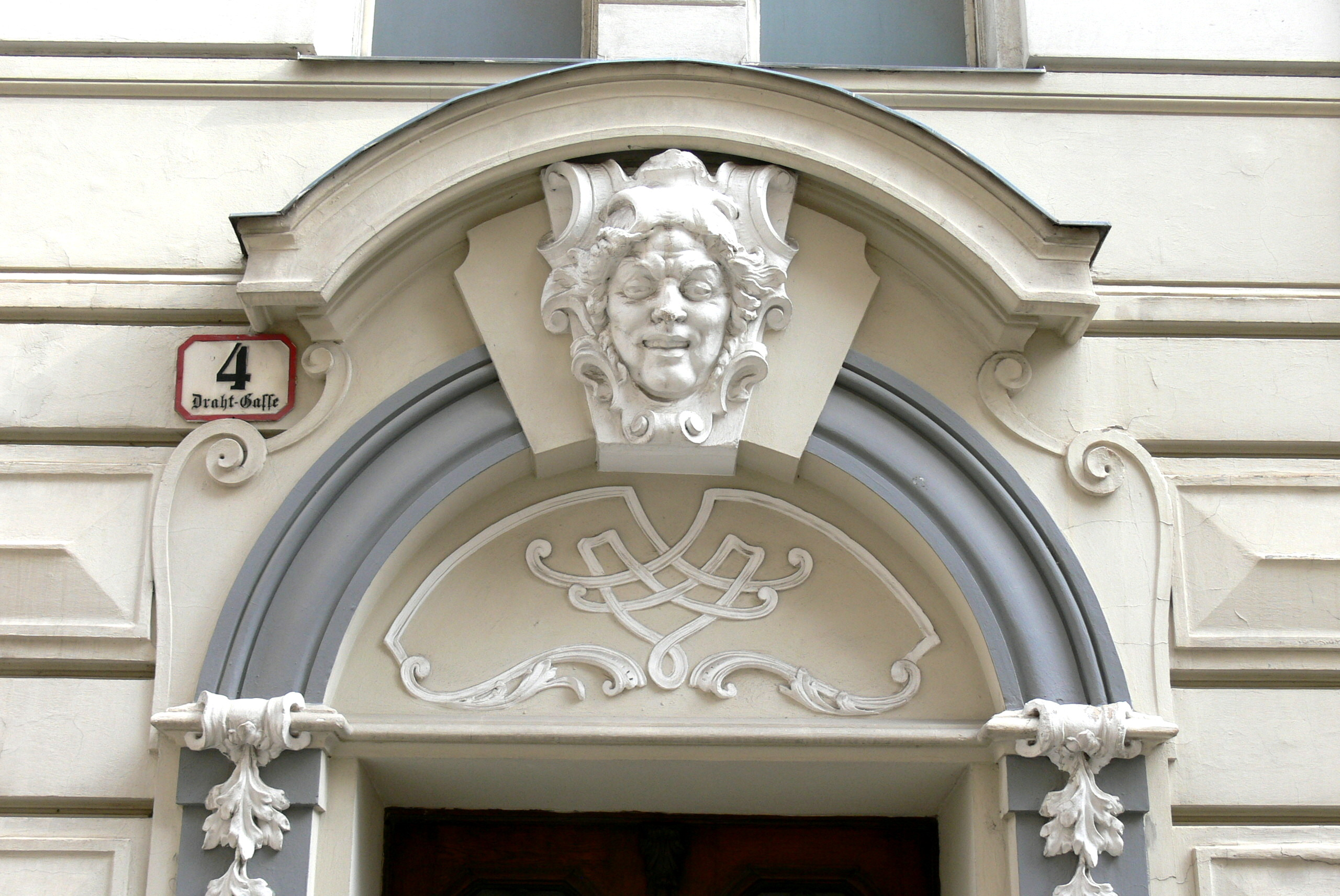
Portal mit Maske, Drahtgasse Nr. 4

Das Gebäude wurde an drei Seiten freistehend zwischen Drahtgasse, Judenplatz und Parisergasse im Jahre 1900 von Wilhelm Jelinek im späthistoristischen Stil errichtet. In den Jahren 1919 bis 1923 befand sich hier das von Rabbiner Zwi Perez Chajes gegründete erste jüdische Realgymnasium Wiens. Die Volksschule der Erzdiözese Wien ist eine katholische Privatschule mit Öffentlichkeitsrecht und feierte 2009 ihr hundertfünfzigjähriges Bestehen. Bekannte Schüler waren Wolfgang Schüssel, Rudolf Scholten und Paulus Manker. An der Fassade zur Drahtgasse liegt ein Seiteneingang mit darüberliegender Maske. Hier befindet sich auch ein zweigeschoßiger Erker.
Das Gebäude liegt an der Hauptadresse Judenplatz 6 und steht unter Denkmalschutz.